# Wioślarstwo na Letnich Igrzyskach Olimpijskich 1928 – ósemka mężczyzn
Rywalizacja w ósemkach mężczyzn w wioślarstwie na Letnich Igrzyskach Olimpijskich 1928 rozgrywana była między 2 a 10 sierpnia 1928 we wsi Sloten.
Do zawodów zgłoszonych zostało 11 osad.

## Wyniki

### Runda 1
Zwycięzcy każdego z biegów awansowali do dalszej rundy. Przegrana osada brała udział w repasażach.
| Bieg 1  | Bieg 1            | Bieg 1 | Bieg 1 | Bieg 1 |
| Miejsce | Narodowość        | Zawodnicy | Czas   | Kwal.  |
| ------- | ----------------- | --- | ------ | ------ |
| 1       | Kanada            | Frederick Hedges, Frank Fiddes, John Hand, Herbert Richardson, Jack Murdoch, Athol Meech, Edgar Norris, William Ross, John Donnelly                                           | 6:29,8 | Q      |
| 2       | Dania             | Svend Aage Grønvold, Georg Sjøht, Bernhardt Møller Sørensen, Sigfred Sørensen, Ernst Friborg Jensen, Carl Schmidt, Willy Sørensen, Knud Olsen, Harry Gregersen                | 6:35,6 |        |
| Bieg 2  |                   | |        |        |
| Miejsce | Narodowość        | Zawodnicy | Czas   | Kwal.  |
| 1       | Polska            | Otton Gordziałkowski, Stanisław Urban, Andrzej Sołtan-Pereświat, Marian Wodziański, Janusz Ślązak, Wacław Michalski, Józef Łaszewski, Henryk Niezabitowski, Jerzy Skolimowski | 6:37,0 | Q      |
| 2       | Holandia          | Daan Ferman, Teun Beijnen, Jan Huges, Tjallie James, Appel Ooiman, Jaap Stenger, Hans Kruyt, Guus van Ditzhuyzen, Koos Schouwenaar                                            | 6:42,8 |        |
| Bieg 3  |                   | |        |        |
| Miejsce | Narodowość        | Zawodnicy | Czas   | Kwal.  |
| 1       | Niemcy            | Karl Aletter, Ernst Gaber, Wilhelm Reichert, Erwin Hoffstätter, Hermann Herbold, Gustav Maier, Robert Huber, Hans Maier, Fritz Bauer                                          | 6:33,0 | Q      |
| 2       | Francja           | Joseph Vuillard, Marius Berthet, Louis Jeandet, Édouard Jeandet, Charles Massonnat, François Thonin, Joseph Berthet, Marius Gervasoni, Alphonse Margailland                   | 6:44,8 |        |
| Bieg 4  |                   | |        |        |
| Miejsce | Narodowość        | Zawodnicy | Czas   | Kwal.  |
| 1       | Stany Zjednoczone | Marvin Stalder, John Brinck, Francis Frederick, William Thompson, William Dally, James Workman, Hubert Caldwell, Peter Donlon, Donald Blessing                                | 6:21,2 | Q      |
| 2       | Belgia            | Georges Anthony, Marcel Roman, Henri Micha, Jean Jonlet, Auguste Lambrecht, Armand Lemaire, Victor Denis, René Macors, Jacques Van Malderen                                   | 6:47,0 |        |
| Bieg 5  |                   | |        |        |
| Miejsce | Narodowość        | Zawodnicy | Czas   | Kwal.  |
| 1       | Wielka Brytania   | Jamie Hamilton, Guy Oliver Nickalls, John Badcock, Donald Gollan, Harold Lane, Gordon Killick, Jack Beresford, Harold West, Arthur Sulley                                     | 6:22,0 | Q      |
| 2       | Włochy            | Medardo Lamberti, Arturo Moroni, Vittore Stocchi, Guglielmo Carubbi, Amilcare Canevari, Medardo Galli, Giulio Lamberti, Benedetto Borella, Angelo Polledri                    | 6:24,6 |        |
| Bieg 6  |                   | |        |        |
| Miejsce | Narodowość        | Zawodnicy | Czas   | Kwal.  |
| 1       | Argentyna         | Ernesto Black, Pedro Brise, Armin Meyer, Lázaro Iturrieta, Federico Probst, Leonel Sutton, Irving Bond, Gustavo Lanusse, Alberto Errecalde                                    | 7:10,0 | Q      |

### Repasaże
Zwycięzcy poszczególnych biegów awansowali do dalszej rywalizacji
| Bieg 1  | Bieg 1     | Bieg 1 | Bieg 1 | Bieg 1 |
| Miejsce | Narodowość | Zawodnicy | Czas   | Kwal.  |
| ------- | ---------- | --- | ------ | ------ |
| 1       | Holandia   | Daan Ferman, Teun Beijnen, Jan Huges, Tjallie James, Appel Ooiman, Jaap Stenger, Hans Kruyt, Guus van Ditzhuyzen, Koos Schouwenaar                             | 6:47,4 | Q      |
| 2       | Belgia     | Georges Anthony, Marcel Roman, Henri Micha, Jean Jonlet, Auguste Lambrecht, Armand Lemaire, Victor Denis, René Macors, Jacques Van Malderen                    | 6:47,8 |        |
| Bieg 2  |            | |        |        |
| Miejsce | Narodowość | Zawodnicy | Czas   | Kwal.  |
| 1       | Włochy     | Medardo Lamberti, Arturo Moroni, Vittore Stocchi, Guglielmo Carubbi, Amilcare Canevari, Medardo Galli, Giulio Lamberti, Benedetto Borella, Angelo Polledri     | 6:37,8 | Q      |
| 2       | Francja    | Joseph Vuillard, Marius Berthet, Louis Jeandet, Édouard Jeandet, Charles Massonnat, François Thonin, Joseph Berthet, Marius Gervasoni, Alphonse Margailland    | 6:50,8 |        |
| Bieg 3  |            | |        |        |
| 1       | Dania      | Svend Aage Grønvold, Georg Sjøht, Bernhardt Møller Sørensen, Sigfred Sørensen, Ernst Friborg Jensen, Carl Schmidt, Willy Sørensen, Knud Olsen, Harry Gregersen | 6:53,2 | Q      |

### Runda 2
Zwycięzcy awansowali do trzeciej rundy. Przegrani rywalizowali w drugim repasażu, jeśli awansowali, wygrywając w pierwszej rundzie, lub zostali wyeliminowani, jeśli awansowali wygrywając pierwsze repasaże.
| Bieg 1  | Bieg 1            | Bieg 1 | Bieg 1 | Bieg 1 |
| Miejsce | Narodowość        | Zawodnicy | Czas   | Kwal.  |
| ------- | ----------------- | --- | ------ | ------ |
| 1       | Stany Zjednoczone | Marvin Stalder, John Brinck, Francis Frederick, William Thompson, William Dally, James Workman, Hubert Caldwell, Peter Donlon, Donald Blessing                                | 6:35,0 | Q      |
| 2       | Dania             | Svend Aage Grønvold, Georg Sjøht, Bernhardt Møller Sørensen, Sigfred Sørensen, Ernst Friborg Jensen, Carl Schmidt, Willy Sørensen, Knud Olsen, Harry Gregersen                | 6:48,4 |        |
| Bieg 2  |                   | |        |        |
| Miejsce | Narodowość        | Zawodnicy | Czas   | Kwal.  |
| 1       | Niemcy            | Karl Aletter, Ernst Gaber, Wilhelm Reichert, Erwin Hoffstätter, Hermann Herbold, Gustav Maier, Robert Huber, Hans Maier, Fritz Bauer                                          | 6:31,6 | Q      |
| 2       | Argentyna         | Ernesto Black, Pedro Brise, Armin Meyer, Lázaro Iturrieta, Federico Probst, Leonel Sutton, Irving Bond, Gustavo Lanusse, Alberto Errecalde                                    | 6:53,4 |        |
| Bieg 3  |                   | |        |        |
| Miejsce | Narodowość        | Zawodnicy | Czas   | Kwal.  |
| 1       | Wielka Brytania   | Jamie Hamilton, Guy Oliver Nickalls, John Badcock, Donald Gollan, Harold Lane, Gordon Killick, Jack Beresford, Harold West, Arthur Sulley                                     | 6:30,6 | Q      |
| 2       | Polska            | Otton Gordziałkowski, Stanisław Urban, Andrzej Sołtan-Pereświat, Marian Wodziański, Janusz Ślązak, Wacław Michalski, Józef Łaszewski, Henryk Niezabitowski, Jerzy Skolimowski | 6:43,2 |        |
| Bieg 4  |                   | |        |        |
| Miejsce | Narodowość        | Zawodnicy | Czas   | Kwal.  |
| 1       | Włochy            | Medardo Lamberti, Arturo Moroni, Vittore Stocchi, Guglielmo Carubbi, Amilcare Canevari, Medardo Galli, Giulio Lamberti, Benedetto Borella, Angelo Polledri                    | 6:54,0 | Q      |
| 2       | Holandia          | Daan Ferman, Teun Beijnen, Jan Huges, Tjallie James, Appel Ooiman, Jaap Stenger, Hans Kruyt, Guus van Ditzhuyzen, Koos Schouwenaar                                            | 6:59,0 |        |
| Bieg 5  |                   | |        |        |
| Miejsce | Narodowość        | Zawodnicy | Czas   | Kwal.  |
| 1       | Kanada            | Frederick Hedges, Frank Fiddes, John Hand, Herbert Richardson, Jack Murdoch, Athol Meech, Edgar Norris, William Ross, John Donnelly                                           | 6:59,0 | Q      |

### Repasaże 2
Zwycięzcy awansowali do dalszej rywalizacji.
| Bieg 1  | Bieg 1     | Bieg 1 | Bieg 1 | Bieg 1 |
| Miejsce | Narodowość | Zawodnicy | Czas   | Kwal.  |
| ------- | ---------- | --- | ------ | ------ |
| 1       | Polska     | Otton Gordziałkowski, Stanisław Urban, Andrzej Sołtan-Pereświat, Marian Wodziański, Janusz Ślązak, Wacław Michalski, Józef Łaszewski, Henryk Niezabitowski, Jerzy Skolimowski | 6:24,6 | Q      |
| 2       | Argentyna  | Ernesto Black, Pedro Brise, Armin Meyer, Lázaro Iturrieta, Federico Probst, Leonel Sutton, Irving Bond, Gustavo Lanusse, Alberto Errecalde                                    | 6:33,0 |        |

### Runda 3
Do dalszej rywalizacji awansowali tylko zwycięzcy.
| Bieg 1  | Bieg 1            | Bieg 1 | Bieg 1 | Bieg 1 |
| Miejsce | Narodowość        | Zawodnicy | Czas   | Kwal.  |
| ------- | ----------------- | --- | ------ | ------ |
| 1       | Kanada            | Frederick Hedges, Frank Fiddes, John Hand, Herbert Richardson, Jack Murdoch, Athol Meech, Edgar Norris, William Ross, John Donnelly                                           | 6:37,4 | Q      |
| 2       | Polska            | Otton Gordziałkowski, Stanisław Urban, Andrzej Sołtan-Pereświat, Marian Wodziański, Janusz Ślązak, Wacław Michalski, Józef Łaszewski, Henryk Niezabitowski, Jerzy Skolimowski | 6:42,2 |        |
| Bieg 2  |                   | |        |        |
| Miejsce | Narodowość        | Zawodnicy | Czas   | Kwal.  |
| 1       | Wielka Brytania   | Jamie Hamilton, Guy Oliver Nickalls, John Badcock, Donald Gollan, Harold Lane, Gordon Killick, Jack Beresford, Harold West, Arthur Sulley                                     | 6:34,2 | Q      |
| 2       | Niemcy            | Karl Aletter, Ernst Gaber, Wilhelm Reichert, Erwin Hoffstätter, Hermann Herbold, Gustav Maier, Robert Huber, Hans Maier, Fritz Bauer                                          | 6:42,8 |        |
| Bieg 3  |                   | |        |        |
| Miejsce | Narodowość        | Zawodnicy | Czas   | Kwal.  |
| 1       | Stany Zjednoczone | Marvin Stalder, John Brinck, Francis Frederick, William Thompson, William Dally, James Workman, Hubert Caldwell, Peter Donlon, Donald Blessing                                | 6:32,8 | Q      |
| 2       | Włochy            | Medardo Lamberti, Arturo Moroni, Vittore Stocchi, Guglielmo Carubbi, Amilcare Canevari, Medardo Galli, Giulio Lamberti, Benedetto Borella, Angelo Polledri                    | 6:44,4 |        |

### Półfinały
Osada Wielkiej Brytanii awansowała do finału, a osada Kanady, która przegła swój połfinał z osadą Stanów Zjednoczonych, zdobyła brązowy medal.
| Bieg 1  | Bieg 1            | Bieg 1 | Bieg 1 | Bieg 1 |
| Miejsce | Narodowość        | Zawodnicy | Czas   | Kwal.  |
| ------- | ----------------- | --- | ------ | ------ |
| 1       | Stany Zjednoczone | Marvin Stalder, John Brinck, Francis Frederick, William Thompson, William Dally, James Workman, Hubert Caldwell, Peter Donlon, Donald Blessing | 6:02,0 | Q      |
| 2 ()    | Kanada            | Frederick Hedges, Frank Fiddes, John Hand, Herbert Richardson, Jack Murdoch, Athol Meech, Edgar Norris, William Ross, John Donnelly            | 6:03,8 |        |
| Bieg 2  |                   | |        |        |
| Miejsce | Narodowość        | Zawodnicy | Czas   | Kwal.  |
| 1       | Wielka Brytania   | Jamie Hamilton, Guy Oliver Nickalls, John Badcock, Donald Gollan, Harold Lane, Gordon Killick, Jack Beresford, Harold West, Arthur Sulley      | 6:23,6 | Q      |

### Finał
| Bieg 1  | Bieg 1            | Bieg 1 | Bieg 1 | Bieg 1 |
| Miejsce | Narodowość        | Zawodnicy | Czas   | Kwal.  |
| ------- | ----------------- | --- | ------ | ------ |
| złoto   | Stany Zjednoczone | Marvin Stalder, John Brinck, Francis Frederick, William Thompson, William Dally, James Workman, Hubert Caldwell, Peter Donlon, Donald Blessing | 6:03,2 |        |
| srebro  | Wielka Brytania   | Jamie Hamilton, Guy Oliver Nickalls, John Badcock, Donald Gollan, Harold Lane, Gordon Killick, Jack Beresford, Harold West, Arthur Sulley      | 6:05,6 |        |